# 小行星4509
小行星4509（4509 Gorbatskij）是一颗绕太阳运转的小行星，为主小行星带小行星。该小行星于1917年9月23日发现。

## 轨道参数
小行星4509的轨道半长轴为2.7608075 UA，离心率为0.272。